# Piotr Tourtchine
Pour les articles homonymes, voir Tourtchine.
Piotr Valentinovitch Tourtchine (en russe : Пётр Валенти́нович Турчи́н, en anglais : Peter Turchin), né en 1957, est un anthropologue évolutionniste russo - américain spécialisé dans l'évolution culturelle et la cliodynamique — modélisation mathématique et analyse statistique de la dynamique des sociétés historiques. Il est professeur au département d'écologie et de biologie évolutive, ainsi qu'aux départements d'anthropologie et de mathématiques, à l'université du Connecticut. Il est directeur de l'Evolution Institute (en) depuis 2020.

## Jeunesse et formation
Piotr Tourtchine naît en 1957 à Obninsk, en Russie. En 1964, sa famille déménage à Moscou. En 1975, il s'inscrit à la faculté de biologie de l'Université d'État de Moscou. Il y étudie jusqu'en 1977, lorsque son père, le dissident soviétique Valentin Tourtchine, est exilé d'Union soviétique.
En 1980, Tourtchine obtient un BA (cum laude) en biologie de l'Université de New York et un Ph.D. en zoologie de l'Université Duke en 1985.

## Carrière

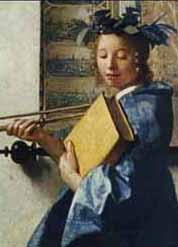
Clio—détail de l'Allégorie de la peinture de Johannes Vermeer.

Tourtchine fait des recherches dans les domaines de l'écologie des populations, de l'évolution culturelle et de la dynamique historique. Il est l'un des fondateurs de la cliodynamique, la discipline scientifique à l'intersection de la macrosociologie historique, de la cliométrie et de la modélisation mathématique des processus sociaux. Tourtchine développe une théorie originale expliquant comment les grands empires historiques évoluent par le mécanisme de la sélection de groupe. Ses recherches sur les cycles séculaires contribuent à la compréhension de l'effondrement de sociétés complexes, tout comme sa réinterprétation de la notion d'asabiyya d'Ibn Khaldoun comme « solidarité collective ».
L'un des domaines de recherche les plus importants de Tourtchine est son étude de l'hypothèse selon laquelle la pression démographique provoque une augmentation des guerres,.
En 2010, Tourtchine publie une recherche combinant 40 indicateurs sociaux prédisant des troubles sociaux mondiaux au cours des années 2020,. Il développe ainsi, notamment, le concept de surproduction d'élites.

## Œuvre
Tourtchine a publié environ 200 articles scientifiques, dont des dizaines dans des revues telles Nature, Science et PNAS, ainsi qu'au moins huit livres. Il a fondé la revue Cliodynamics (en) et maintient le blogue Cliodynamica.

### Livres originaux en anglais
- P. Tourtchine, Quantitative Analysis of Movement: Measuring and Modeling Population Redistribution in Animals and Plants, Sinauer Associates Inc, 1998 (ISBN 978-0878938476)
- P. Tourtchine, Complex Population Dynamics: a Theoretical/Empirical Synthesis, Princeton University Press, 2003 (ISBN 978-0691090214)
- P. Tourtchine, Historical Dynamics: Why States Rise and Fall, Princeton University Press, 2003 (ISBN 978-0691116693)
- P. Tourtchine, War and Peace and War: The Rise and Fall of Empires, Plume, 2006 (ISBN 978-0452288195)
- P. Tourtchine et S. Nefedov, Secular Cycles, Princeton University Press, 2009 (ISBN 978-0691136967)
- P. Tourtchine, Ultrasociety: How 10,000 Years of War Made Humans the Greatest Cooperators on Earth, Beresta Books, 2016 (ISBN 978-0996139519)
- Piotr Tourtchine, Ages of Discord; A Structural-demographic Analysis of American History, Beresta Books, 2016 (ISBN 978-0996139540, lire en ligne)
- (en) Piotr Tourtchine et Daniel Hoyer, Figuring Out the Past; The 3,495 Vital Statistics that Explain World History, Profile Books, 2020 (ISBN 9781541762688, lire en ligne)
- Peter Turchin, End Times: Elites, Counter-Elites and the Path of Political Disintegration, Allen Lane, 2023 (ISBN 978-0241553480)

### Traduction en français
- Peter Turchin, Le Chaos qui vient : Élites, contre-élites, et la voie de la désintégration politique [« End Times: Elites, Counter-Elites and the Path of Political Disintegration »], Cherche Midi, 2024 (ISBN 978-2749179681)